# Conopodium subcarneum
Conopodium subcarneum es una especie de hierba perteneciente a la familia de las umbelíferas.

## Descripción
Es una hierba perenne, con tubérculo de 1-1,5(2) cm de diámetro, globoso o subgloboso –rara vez irregular–. Tallos (10)20-60(75) cm de altura, de ordinario rectos, simples o ramificados, estriados, glabros o pelosos en el tercio inferior –pelos 0,1- 0,8 mm, retrorso-patentes o flexuosos–. Hojas basales largamente pecioladas, 3 pinnatisectas, con divisiones de último orden pinnatipartidas, mucronadas, glabras; hojas medias 1-2 pinnatisectas, sentadas o cortamente pecioladas, escábridas, con divisiones de último orden de 1-3(3,5) cm, pinnatipartidas o indivisas, lineares o setáceas, vaina 0,8-3(3,5) cm, multinervia –nervios muy marcados– con margen escarioso estrecho, algo más amplio en la zona de inserción del pecíolo; hojas superiores más pequeñas, de trisectas a indivisas, con segmentos de lineares a subulados, con vainas de 0,5-2(3) cm. Umbelas de las flores hermafroditas (2)3-5(6) cm de anchura, con (6)11-15(18) radios de 1,2- 3(3,5) cm, subiguales, glabros; pedúnculos (3,5)5-15(29) cm, estriados, glabros. Brácteas 0(1-2), de 2-8 mm, setáceas y desiguales. Umbélulas con (8)10-20(25) radios de (0,5)1-5 mm, desiguales. Bractéolas (3)5-10(12), de 2-5 mm, menores o iguales que los radios umbelulares, de lanceoladas a linear-lanceoladas, subuladas. Pétalos 1-1,5 mm, los externos de las flores exteriores de las umbélulas ligeramente mayores, emarginados o no, blancos, rara vez ligeramente rosados, a veces con nervio medio castaño algo marcado. Estilopodio 0,3-0,5 mm, cónico- alargado, en contacto directo con el mericarpo, del que se separa con facilidad, quedando a veces enganchado al carpóforo; estilos 0,4-0,5 mm –0,6-1(1,5) mm en la fructificación, erectos o erecto-patentes, engrosados en la base–. Frutos 2,8-4 mm, oblongos, atenuados en el ápice, celospermos; mericarpos con cara comisural de 0,9-1,1 mm de anchura y (0,3)0,4-0,6 mm de grosor, con costillas primarias poco prominentes; vitas generalmente 3 en cada valécula y 4 en la cara comisural; carpóforo bífido generalmente en el tercio superior, glabro o peloso.  Tiene un número de cromosomas de 2n = 22.

## Distribución y hábitat
Se encuentra en el pastizales que orlan melojares, quejigares, etc., matorrales, pie de roquedos y aluviones; a una altitud de 200- 1900 metros en buena parte de la mitad Norte de la península ibérica, exceptuando las áreas nororientales.

## Taxonomía
Conopodium subcarneum fue descrita por (Boiss. & Reut.) Boiss. y publicado en Voy. Bot. Espagne ii. 736. 1855.
Sinonimia
- Bunium subcarneum Boiss. & Reut.
- Conopodium brachycarpum Boiss. ex Lange
- Conopodium brachycarpum var. pusillum Merino
- Conopodium capillifolium subsp. subcarneum (Boiss. & Reut.) Laínz[3]

## Nombre común
Castellano: alforxón, chufera, coca, cucos, macuca, macuco, macucones, matacano, paraguas, patacana, terreños.